# Friedrich Wever
Friedrich Wever (* 29. Juni 1892; vermisst und wohl † Oktober 1944 bei Trakehnen) war ein deutscher Beamter und Kommunalpolitiker. In Ostpreußen amtierte er – zeitlich überschneidend – als Landrat der Kreise Bartenstein (1930–1944) und Gerdauen (1939–1944).

## Leben
Der promovierte Wever erhielt 1921 eine Anstellung als Regierungsassessor in der Verwaltung des preußischen Regierungsbezirks Düsseldorf. Im Mai 1925 wurde er zum Regierungsrat befördert und zum 1. Dezember gleichen Jahres nahm er eine Tätigkeit als wissenschaftlicher Hilfsarbeiter im preußischen Ministerium für Volkswohlfahrt in Berlin auf. Mit Wirkung zum 25. März 1930 ernannte man ihn zum Landrat des Kreises Bartenstein in der preußischen Provinz Ostpreußen und im August wurde seine zunächst lediglich kommissarische in eine feste Stelle überführt. Wever – der als „tüchtiger [und] pflichtbewusster Beamter“ galt – stand anfangs der nationalliberalen Deutschen Volkspartei (DVP) nahe, ehe er 1937 der mittlerweile im Reich diktatorisch regierenden Nationalsozialistischen Deutschen Arbeiterpartei (NSDAP) beitrat. Ab 1939 stand er in Personalunion auch dem Kreis Gerdauen als Landrat vor. 
In der Endphase des Zweiten Weltkrieges wurde er als Reserveoffizier für den Dienst an der Ostfront ins Wehrmachts-Heer einberufen und fiel im Oktober 1944 im Alter von 46 Jahren nahe der Ortschaft Trakehnen. Seine Leiche wurde nie gefunden.